# Хернани Спиридонов
Хернани Борисов Спиридонов е български геоморфолог, геотектоник и специалист по дистанционни методи на изследване на планетата Земя, професор.

## Биография
Роден е на 28 юли 1935 г. в село Игнатово, Ломско. Завършва гимназия в Лом, след което завършва Военновъздушното училище за летци и известно време работи като летец във Военновъздушните сили към Българската армия. През 1963 г. завършва география в Софийския университет „Св. Климент Охридски“, след което постъпва на работа в Предприятието за геофизични проучвания и геоложко картиране към Комитета по геология. От 1974 г. до пенсионирането си работи в Института за космически изследвания при Българска академия на науките. През 1975 г. защитава кандидатска дисертация на тема „Морфотектоника на северните склонове на Източна Рила и Западни Родопи“. През 1995 г. защитава голяма докторска дисертация на тема „Кръгови морфоструктури в Средногорието“.
Умира на 20 юни 2018 г.

## Научна дейност
Участва в разработката на методологията и методите за използване на космически и аерокосмически средства при научните изследвания, както и при определянето на експерименталните полигони за наземна работа. С това е един от първите учени, който създава методика за дистанционни изследвания на Земята.
Разработва редица научни проблеми в структурната и динамична геоморфология, неотектониката и геодинамиката; развитието и усъвършенстването на дистанционни и наземни изследвания на почти всички компоненти на природната среда; комплексните ландшафтно-екологични изследвания и мониторинга на антропогенния
натиск върху околната среда.
За първи път поставя мястото и ролята на плейтектонския модел като основна парадигма за развитието на геоморфоложката наука в България. Разработва модел за еволюцията на отделните морфотектонски единици, като обвързва образуването им с тектоно-магматичните процеси и на базата на богата геофизична информация относно дълбочинния строеж в южната периферия на Балканската микроплоча.
Разработва въпроси и проблеми, свързани с морфотектониката, геодинамиката и неотектониката на регионално ниво – Родопите, Рила, Горнотракийската низина, Стара планина, Предбалкана и Дунавската равнина. Значим научен проблем, който разработва, е усъвършенстване, развитие и трансфер на данни от дистанционните наблюдения за изследване на някои компоненти на природната среда. Работи върху методиката за аерокосмически изследвания на скали, почви, води и растителност на базата на редица ключови участъци от страната, както и на такива от СССР, Чехословакия, Унгария, Полша, Виетнам и Куба.
Основоположник е на новото научно направление „Дистанционни изследвания на Земята от Космоса“, като го оформя в школа. Допринася и за популяризиране на космическата наука, като издава три книги: „Виетнам отблизо“, „Космос и природни ресурси“ и „Изследване на Земята от Космоса“. Има големи приноси за създаване на 100-хилядната геоморфоложка карта и в издаването на над 100 картни листа на земното покритие.
Участва в 4 световни конгреса по геология и изследване на Космоса и в над 50 международни конференции. Ръководи няколко международни и национални проекти и участва в подготовката на научните програми на първия и втория български космонавт, както и на монголския, виетнамския и кубинския космонавт.
Ръководи секция „Дистанционни измервания на Земята от Космоса“, член е на Общото събрание на Българска академия на науките, член е на Специализирания научен съвет към Висшата атестационна комисия, заместник-председател на Комисията по Геолого-Географски науки към Висшата атестационна комисия, заместник-председател на Комисия Фонд „Научни изследвания“ към Министерство на образованието и науката, член е на Бюрото на работната група по „Дистанционно изследване на Земята от Космоса“ по международната програма „Интеркосмос“ и член на международния комитет за космически изследвания „СОSPAR“. В периода от 1993 до 2001 г. е заместник – председател на Българското географско дружество.